# Serie de las Américas 2015
La Serie de las Américas 2015 fue un torneo internacional de béisbol sancionada por la Confederación de Béisbol del Caribe, en el participaron equipos de la Liga Venezolana de Béisbol Profesional y la Liga de Béisbol Profesional de la República Dominicana.
La primera edición se llevó a cabo los días 21 y 22 de noviembre de 2015 en el Marlins Park en Miami, Florida, Estados Unidos.
Por la Liga Venezolana de Béisbol Profesional estuvieron los equipos Navegantes del Magallanes y Cardenales de Lara, quienes disputaron su partido como parte del calendario de la temporada 2015-16 de la LVBP. Por la Liga de Béisbol Profesional de la República Dominicana estuvieron los Tigres del Licey y las Águilas Cibaeñas que no fueron parte del calendario de la temporada de la LIDOM 2015-16.

## Ronda final
|  | Semifinales | Semifinales               | Semifinales      |                  |                    | Final              | Final | Final |  |
|  |             |                           |                  |                  |                    |                    |       |       |  |
|  |             |                           |                  |                  |                    |                    |       |       |  |
|  | 1           | Navegantes del Magallanes | 1                |                  |                    |                    |       |       |  |
|  | 1           | Navegantes del Magallanes | 1                |                  |                    |                    |       |       |  |
|  | 4           | Cardenales de Lara        | 6                |                  |                    |                    |       |       |  |
|  | 4           | Cardenales de Lara        | 6                |                  | Cardenales de Lara | Cardenales de Lara | 3     |       |  |
|  |             |                           |                  |                  | Cardenales de Lara | Cardenales de Lara | 3     |       |  |
|  |             |                           | Águilas Cibaeñas | Águilas Cibaeñas | 4                  |                    |       |       |  |
|  | 3           | Tigres del Licey          | Águilas Cibaeñas | Águilas Cibaeñas | 4                  | 2                  |       |       |  |
|  | 3           | Tigres del Licey          |                  |                  |                    | 2                  |       |       |  |
|  | 2           | Águilas Cibaeñas          | 4                |                  |                    |                    |       |       |  |
|  | 2           | Águilas Cibaeñas          | 4                |                  |                    |                    |       |       |  |
|  |             |                           |                  |                  |                    |                    |       |       |  |

### Semifinales
| Equipo                    | 1 | 2 | 3 | 4 | 5 | 6 | 7 | 8 | 9 | C | H | E |
| ------------------------- | - | - | - | - | - | - | - | - | - | - | - | - |
| Navegantes del Magallanes | 1 | 0 | 0 | 0 | 0 | 0 | 0 | 0 | 0 | 1 | 6 | 4 |
| Cardenales de Lara        | 0 | 0 | 4 | 0 | 2 | 0 | 0 | 0 | x | 6 | 8 | 1 |

LG: Néstor Molina (1-0)  LP: Bobby Blevins (0-1)  

Umpires: 

Asistencia:

Duración:

| Equipo           | C | H | E |
| ---------------- | - | - | - |
| Tigres del Licey | 2 | ' | ' |
| Águilas Cibaeñas | 4 | ' | ' |

LG: José Adames  LP: Yunesky Maya  

Umpires: 

Asistencia:12.141

Duración:

### Tercer lugar
| Equipo                    | C | H | E |
| ------------------------- | - | - | - |
| Navegantes del Magallanes | 2 | ' | ' |
| Tigres del Licey          | 4 | ' | ' |

Umpires:

Asistencia:

Duración:

### Final
| Equipo             | C | H | E |
| ------------------ | - | - | - |
| Cardenales de Lara | 3 | ' | ' |
| Águilas Cibaeñas   | 4 | ' | ' |

Umpires:

Asistencia:

Duración: